# Lista de episódios de American Crime Story
American Crime Story é uma série de televisão estadunidense, do gênero crime real antológico, criada por Scott Alexander e Larry Karaszewski, que também atuam como produtores executivos ao lado de Brad Falchuk, Nina Jacobson, Ryan Murphy e Brad Simpson. A série estreou na FX dos Estados Unidos em 2 de fevereiro de 2016. A primeira temporada foi estrelada por Sterling K. Brown como Christopher Darden e Cuba Gooding Jr. como O. J. Simpson; a segunda temporada foi estrelada por Édgar Ramírez como Gianni Versace e Darren Criss como Andrew Cunanan; a terceira temporada foi estrelada por Sarah Paulson como Linda Tripp e Beanie Feldstein como Monica Lewinsky.
A primeira temporada da série fala sobre a história de O. J. e de como ele foi julgado aos ser acusado de assassinar sua esposa. Já a segunda temporada explora o assassinato do designer Gianni Versace pelo serial killer Andrew Cunanan. A terceira temporada, intitulada "Impeachment", registra o processo de impeachment do 42º Presidente dos Estados Unidos Bill Clinton por acusações de perjúrio e obstrução da justiça, com base em outro livro escrito por Toobin intitulado "A Vast Conspiracy: The Real Story of the Sex Scandal That Nearly Brought Down a President". A temporada teve suas gravações e estreia adiadas, devido aos acontecimentos recentes do COVID-19.
Em 28 de setembro de 2021, 22 episódios de "American Crime Story" foram ao ar, concluindo a terceira temporada.

## Resumo
| Temporada | Temporada | Título                              | Episódios | Episódios | Originalmente exibido  | Originalmente exibido |
| Temporada | Temporada | Título                              | Episódios | Episódios | Estreia da temporada   | Final da temporada    |
| --------- | --------- | ----------------------------------- | --------- | --------- | ---------------------- | --------------------- |
|           | 1         | The People v. O.J. Simpson          | 10        | 10        | 2 de fevereiro de 2016 | 5 de abril de 2016    |
|           | 2         | The Assassination of Gianni Versace | 9         | 9         | 17 de janeiro de 2018  | 21 de março de 2018   |
|           | 3         | Impeachment                         | 10        | 10        | 7 de setembro de 2021  | 9 de novembro de 2021 |

## Episódios

### 1.ª temporada:The People v. O. J. Simpson(2016)
| N.º na série | N.º na temp. | Título                      | Dirigido por      | Escrito por                                                            | Exibição original       | Audiência nos EUA (milhões) |
| ------------ | ------------ | --------------------------- | ----------------- | ---------------------------------------------------------------------- | ----------------------- | --------------------------- |
| 1            | 1            | "From the Ashes of Tragedy" | Ryan Murphy       | Scott Alexander & Larry Karaszewski                                    | 2 de fevereiro de 2016  | 5.12                        |
| 2            | 2            | "The Run of His Life"       | Ryan Murphy       | Scott Alexander & Larry Karaszewski                                    | 9 de fevereiro de 2016  | 3.90                        |
| 3            | 3            | "The Dream Team"            | Anthony Hemingway | D. V. DeVincentis                                                      | 16 de fevereiro de 2016 | 3.34                        |
| 4            | 4            | "100% Not Guilty"           | Anthony Hemingway | Maya Forbes & Wallace Wolodarsky e Scott Alexander & Larry Karaszewski | 23 de fevereiro de 2016 | 3.00                        |
| 5            | 5            | "The Race Card"             | John Singleton    | Joe Robert Cole                                                        | 1 de março de 2016      | 2.73                        |
| 6            | 6            | "Marcia, Marcia, Marcia"    | Ryan Murphy       | D. V. DeVincentis                                                      | 8 de março de 2016      | 3.00                        |
| 7            | 7            | "Conspiracy Theories"       | Anthony Hemingway | D. V. DeVincentis                                                      | 15 de março de 2016     | 2.89                        |
| 8            | 8            | "A Jury in Jail"            | Anthony Hemingway | Joe Robert Cole                                                        | 22 de março de 2016     | 2.91                        |
| 9            | 9            | "Manna from Heaven"         | Anthony Hemingway | Scott Alexander & Larry Karaszewski                                    | 29 de março de 2016     | 2.76                        |
| 10           | 10           | "The Verdict"               | Ryan Murphy       | Scott Alexander & Larry Karaszewski                                    | 5 de abril de 2016      | 3.27                        |

### 2.ª temporada:The Assassination of Gianni Versace(2018)
| N.º na série | N.º na temp. | Título                       | Dirigido por          | Escrito por   | Exibição original       | Cód. de produção | Audiência nos EUA (milhões) |
| ------------ | ------------ | ---------------------------- | --------------------- | ------------- | ----------------------- | ---------------- | --------------------------- |
| 11           | 1            | "The Man Who Would Be Vogue" | Ryan Murphy           | Tom Rob Smith | 17 de janeiro de 2018   | 3WAX01           | 2.22                        |
| 12           | 2            | "Manhunt"                    | Nelson Cragg          | Tom Rob Smith | 24 de janeiro de 2018   | 3WAX02           | 1.42                        |
| 13           | 3            | "A Random Killing"           | Gwyneth Horder-Payton | Tom Rob Smith | 31 de janeiro de 2018   | 3WAX03           | 1.26                        |
| 14           | 4            | "House by The Lake"          | Daniel Minahan        | Tom Rob Smith | 7 de fevereiro de 2018  | 3WAX04           | 0.98                        |
| 15           | 5            | "Don't Ask Don't Tell"       | Daniel Minahan        | Tom Rob Smith | 14 de fevereiro de 2018 | 3WAX05           | 0.91                        |
| 16           | 6            | "Descent"                    | Gwyneth Horder-Payton | Tom Rob Smith | 28 de fevereiro de 2018 | 3WAX07           | 1.10                        |
| 17           | 7            | "Ascent"                     | Gwyneth Horder-Payton | Tom Rob Smith | 7 de março de 2018      | 3WAX06           | 0.92                        |
| 18           | 8            | "Creator / Destroyer"        | Matt Bomer            | Tom Rob Smith | 14 de março de 2018     | 3WAX08           | 1.00                        |
| 19           | 9            | "Alone"                      | Daniel Minahan        | Tom Rob Smith | 21 de março de 2018     | 3WAX09           | 1.20                        |

### 3.ª temporada:Impeachment(2021)
| N.º na série | N.º na temp. | Título                                 | Dirigido por               | Escrito por                                    | Exibição original      | Cód. de produção | Audiência (milhões) |
| ------------ | ------------ | -------------------------------------- | -------------------------- | ---------------------------------------------- | ---------------------- | ---------------- | ------------------- |
| 20           | 1            | "Exiles"                               | Ryan Murphy                | Sarah Burgess & Jeffrey Toobin                 | 7 de setembro de 2021  | 4WAX01           | 0.92                |
| 21           | 2            | "The President Kissed Me"              | Michael Uppendahl          | Sarah Burgess                                  | 14 de setembro de 2021 | 4WAX02           | 0.69                |
| 22           | 3            | "Not To Be Believed"                   | Michael Uppendahl          | Sarah Burgess                                  | 21 de setembro de 2021 | 4WAX03           | 0.66                |
| 23           | 4            | "The Telephone Hour"                   | Laure de Clermont-Tonnerre | Flora Birnbaum                                 | 28 de setembro de 2021 | 4WAX04           | 0.60                |
| 24           | 5            | "Do You Hear What I Hear?"             | Laure de Clermont-Tonnerre | Halley Feiffer                                 | 5 de outubro de 2021   | 4WAX05           | 0.54                |
| 25           | 6            | "Man Handled"                          | Ryan Murphy                | Sarah Burgess                                  | 12 de outubro de 2021  | 4WAX06           | 0.55                |
| 26           | 7            | "The Assassination of Monica Lewinsky" | Michael Uppendahl          | Sarah Burgess & Flora Birnbaum & Daniel Pearle | 19 de outubro de 2021  | 4WAX07           | 0.62                |
| 27           | 8            | "Stand By Your Man"                    | Rachel Morrison            | Flora Birnbaum                                 | 26 de outubro de 2021  | 4WAX08           | 0.62                |
| 28           | 9            | "The Grand Jury"                       | Rachel Morrison            | Sarah Burgess                                  | 2 de novembro de 2021  | 4WAX09           | 0.59                |
| 29           | 10           | "The Wilderness"                       | Michael Uppendahl          | Sarah Burgess                                  | 9 de novembro de 2021  | 4WAX10           | 0.54                |

## Audiência
Nota: Para mais informações sobre a audiência, consulte a Audiência de The People v. O. J. Simpson, Audiência de The Assassination of Gianni Versace e Audiência de Impeachment.
| Temporada | Temporada                           | Ep. 1 | Ep. 2 | Ep. 3 | Ep. 4 | Ep. 5 | Ep. 6 | Ep. 7 | Ep. 8 | Ep. 9 | Ep. 10 | Audiência |
| --------- | ----------------------------------- | ----- | ----- | ----- | ----- | ----- | ----- | ----- | ----- | ----- | ------ | --------- |
|           | The People v. O. J. Simpson         | 5.12  | 3.90  | 3.34  | 3.00  | 2.73  | 3.00  | 2.89  | 2.91  | 2.76  | 3.27   | 3.29      |
|           | The Assassination of Gianni Versace | 2.22  | 1.42  | 1.26  | 0.98  | 0.91  | 1.10  | 0.92  | 1.00  | 1.20  | N/A    | 1.22      |
|           | Impeachment                         | 0.92  | 0.69  | 0.66  | 0.60  | 0.54  | 0.55  | 0.62  | 0.62  | 0.59  | 0.54   | 0.63      |